# In These Stones Horizons Sing

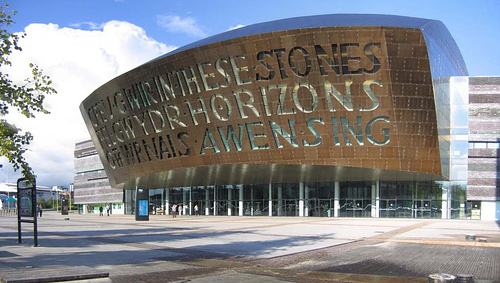
Das Wales Millennium Centre in Cardiff. Die Worte In these stones horizons sing der Dichterin Gwyneth Lewis, die zusammen mit dem walisischen Vers Creu Gwir fel gwydr o ffwrnais awen ['Creating truth like glass from the furnace of inspiration'] aus demselben Gedicht über dem Eingangsbereich eingemeißelt sind, sind auch der Titel von Karl Jenkins’ Kantate.

In These Stones Horizons Sing ist ein Chor- und Orchesterwerk des walisischen Komponisten Karl Jenkins. Das Werk war eine Auftragskomposition anlässlich der Eröffnung des Wales Millennium Centre in Cardiff und wurde am 29. November 2004 dort in Anwesenheit von Königin Elisabeth II. uraufgeführt. In These Stones Horizons Sing enthält Texte in englischer und walisischer Sprache von Menna Elfyn, Grahame Davies und Gwyneth Lewis.

## Aufbau
Das in etwa 15-minütige Werk teilt sich in vier Sätze, von denen der erste in zwei Teile untergliedert ist. Die Sätze sind folgendermaßen überschrieben:
- “Agorawd” [Overture] (Text: Menna Elfyn)
  - Part I: “Cân yr Alltud” [The Exile Song] (walisisch)
  - Part II: “Nawr!” [Now!] (walisisch, englisch)
- “Grey” (englisch; Text: Grahame Davies)
- “Eleni Ganed” [Born This Year] (walisisch; Text: Menna Elfyn)
- “In These Stones Horizons Sing” (walisisch, englisch; Text: Gwyneth Lewis)

Die Besetzung des Werkes ist für Bariton, gemischten Chor, Piccoloflöte, 2 Flöten, 2 Oboen, Englischhorn, 2 Klarinetten, Bassklarinette, Sopransaxophon, 2 Fagotte, Kontrafagott, 4 Hörner, 3 Trompeten, 3 Posaunen, 1 Tuba, Pauken, Percussion, Harfe und Streicher.

## Aufnahmen
- Karl Jenkins: Requiem und In These Stones Horizons Sing. Bryn Terfel (Bassbariton), Nigel Hitchcock (Sopransaxophon), Catrin Finch (Harfe), Serendipity, Caerdydd Chorus, West Kazakhstan Philharmonia Orchestra, Leitung: Karl Jenkins. EMI CD 0724355796622 (2005).[1][2]